# Фонтаніле
Фонтаніле (італ. Fontanile, п'єм. Fontanij) — муніципалітет в Італії, у регіоні П'ємонт,  провінція Асті.
Фонтаніле розташоване на відстані близько 460 км на північний захід від Рима, 70 км на південний схід від Турина, 24 км на південний схід від Асті.
Населення — 571 особа (2014).
Щорічний фестиваль відбувається 24 червня. Покровитель — святий Іван Хреститель.

## Демографія
Населення за роками:

Станом на 1 січня 2023 року в муніципалітеті офіційно проживали 82 іноземці з 11 країн, серед них 43 громадяни країн Євросоюзу.

## Сусідні муніципалітети
- Аліче-Бель-Колле
- Кастель-Больйоне
- Кастель-Роккеро
- Кастеллетто-Моліна
- Момбаруццо
- Ніцца-Монферрато
- Куаранті